# Градски (стадион, Копривница)
Градски (хорв. Gradski stadion u Koprivnici) — футбольный стадион, расположенный в городе Копривница (Хорватия).
Вместимость стадиона составляет 3 134 зрителей. Стадион Градски — домашняя арена футбольного клубов «Славен Белупо» и Копривница.
В мае 2007 года стадион был оборудован прожекторами, поэтому он может принимать ночные матчи Лиги Чемпионов и Лиги Европы. Покрытие стадиона состоит из травы.

## Планы
Есть планы строительства специальных мест для журналистов и VIP-мест на западной трибуне, а также создание постоянной крыши на трибунах, потому что нынешняя носит лишь временный характер.

## Значимые матчи
| 07.06.2009 групповая квалификация ЧЕ-2011 | Хорватия U21 | 0:2   | Кипр U21             | Копривница                                      |
| 19:30 CET                                 |              | Отчет | Kolokoudias 12′, 39′ | Стадион: Градски Зрителей: 158 Судья: Siejewicz |

| 27.05.2016 Товарищеский матч | Хорватия    | 1:0   | Молдавия | Копривница                                   |
| 19:30 CET                    | Крамарич 9′ | Отчет |          | Стадион: Градски Зрителей: 200 Судья: Valjić |

| 06.06.2016 групповая квалификация ЧЕ-2017 | Хорватия | 0:3   | Россия                                         | Копривница                                  |
| 19:30 CET                                 |          | Отчет | Žigić 10′ (авт.) · Карпова 21′ · Кожникова 38′ | Стадион: Градски Зрителей: 200 Судья: Pirie |